# Ma (película)
Ma es una película estadounidense de terror psicológico producida y dirigida por Tate Taylor y coescrita con Scotty Landes. Es protagonizada por Octavia Spencer, Juliette Lewis, Diana Silvers, Corey Fogelmanis y Luke Evans. La película es producida por Jason Blum a través de Blumhouse Productions y John Norris. Fue estrenada el 31 de mayo de 2019 por Universal Pictures.
Ma fue estrenada en los Estados Unidos el 31 de mayo de 2019 por Universal Pictures. Ha recaudado 61,1 millones de dólares en todo el mundo y recibió críticas mixtas de los críticos, que elogiaron la actuación de Spencer pero criticaron a los personajes adolescentes y dijeron que la película no aprovechó al máximo su potencial.

## Argumento
La adolescente Maggie Thompson se muda con su madre, Erica, a su ciudad natal en Ohio luego de que el esposo de Erica la dejara. En la escuela secundaria, Maggie se hace amiga de Andy Hawkins, Haley, Chaz y Darrell. En algún punto convencen a Sue Ann Ellington, una técnica veterinaria, para que les ayude a comprar alcohol. Sue Ann informa anónimamente de las actividades de los adolescentes, pero son liberados debido a la relación del oficial con el padre de Andy, Ben. Al día siguiente, Sue Ann invita a los adolescentes a beber en su sótano, y muchos se presentan en su casa para divertirse, haciéndola popular entre los estudiantes. 
Sin embargo, su hospitalidad comienza a molestar al grupo ya que los acosa continuamente para participar en diversas actividades con ella. Sospechando que les robó joyas en las fiestas, Maggie y Haley van a su casa a investigar. Son sorprendidas por Genie, la hija de Sue Ann de un matrimonio fallido, de quien Maggie pensó que no podía caminar ya que usaba una silla de ruedas, pero que aparece caminando en ese momento. Ella les avisa cuando Sue Ann llega a casa, y escapan por poco.
Ben advierte a Sue Ann que se mantenga alejado de Andy, llamándola patética. Un flashback revela que Sue Ann, que estaba enamorada de Ben en la escuela secundaria, le realizó una felación en un armario. Cuando salió del armario, resultó que se lo había estado haciendo a otra persona porque Ben la había engañado. Ben había conseguido que toda la escuela fuera testigo del evento (incluida su novia actual Mercedes y una joven Erica), y Sue Ann sufrió una humillación devastadora, de la que nunca se recuperó. 
Sue Ann, cada vez más inestable, atropella a Mercedes con su camioneta y la mata. Luego mata a su jefa, extrae sangre del perro de Maggie, Louie, y atrae a Ben a su casa, donde lo noquea. Ben se despierta atrapado en su cama; Sue Ann bombea la sangre de Louie en su cuerpo, le corta las muñecas y lo deja morir. Al día siguiente, el grupo se presenta en su casa para el cumpleaños de Chaz. Maggie se apresura al lugar, pero llega para encontrar a sus amigos drogados y el cuerpo de Ben. Sue Ann la deja inconsciente. 
Maggie despierta encadenada en el sótano. Sue Ann plancha el estómago de Chaz, cose la boca de Haley y pinta la cara de Darrell de blanco, como una burla a su raza, ya que él es afroamericano. Andy se despierta y Sue Ann lo convence para que la bese antes de apuñalarlo. Llega un oficial y cuando Maggie grita pidiendo ayuda, Sue Ann le dispara al oficial antes de que pueda reaccionar. Luego reúne a los cuatro amigos alrededor del sofá con ella y hace que Maggie les tome fotos juntos, en una cruda recreación de lo que Sue-Ann siempre anheló pero nunca tuvo. Sue Ann deja a Maggie para que la cuelguen antes de que Genie intervenga, salva a Maggie y ataca a Sue Ann, creando accidentalmente un incendio en el proceso. Erica llega a tiempo para rescatar a Maggie y sus amigos. Sue Ann intenta arrojar a Genie al fuego, culpando a Erica por no evitar que Ben haga la broma en la escuela. Maggie apuñala a Sue Ann, salvando a Genie. Mientras los demás escapan, Sue Ann sube las escaleras y se acuesta al lado del cuerpo de Ben, abrazándolo mientras la casa arde a su alrededor.

## Reparto
- Octavia Spencer como Sue Ann "Ma" Ellington.
  - Kyanna Simone Simpson como una joven Sue Ann.
- Juliette Lewis como Erica Thompson.
  - Skyler Joy como una joven Erica.
- Diana Silvers como Maggie Thompson.
- McKaley Miller como Haley.
- Corey Fogelmanis como Andy Hawkins.
- Luke Evans como Ben Hawkins.
  - Andrew Matthew Welch como un joven Ben.
- Gianni Paolo como Chaz.
- Dante Brown como Darrell.
- Dominic Burgess como Stu.
- Tate Taylor como el oficial Grainger.
- Missi Pyle como Mercedes.
  - Nicole Carpenter como una joven Mercedes.
- Tanyell Waivers como Genie Ellington.
- Allison Janney como Dra. Brooks
- Heather Marie Pate como Ashley.
- Margaret Fegan como Stephanie.
- Victor Turpin como Pietro Kramer.

## Producción

### Desarrollo
Ma se unió como resultado del deseo de Tate Taylor de dirigir una película sobre "algo jodido" y una conversación que tuvo con Octavia Spencer en la que le dijo que estaba "harta de que solo le ofrecieran el mismo papel y nunca llegara a ser un líder". Los dos son amigos desde hace mucho tiempo, han trabajado juntos en películas como The Help y Get on Up. Jason Blum y Taylor, que han sido amigos durante algunos años, se conocían socialmente.
Taylor fue a la oficina de Blum, reiterando: 

"Quiero hacer algo realmente jodido".

Leyó el guion de la película de Scotty Landes, que Blumhouse Productions había comprado el día anterior. Aunque el borrador original fue escrito con una mujer blanca en el papel principal, Taylor inmediatamente pensó en Spencer. Salió al pasillo, llamó a Spencer y le preguntó si le gustaría estar en una película de terror; sin leer el guion, Spencer abordó el proyecto. 
No había una historia de fondo para el personaje principal en el guion original, lo que la convirtió en "un monstruo completo con el que ningún miembro de la audiencia podría simpatizar". Los cineastas hicieron una prioridad presentar una historia de fondo auténtica para el papel.
El rodaje de la película comenzó en febrero de 2018 y terminó en marzo de 2018. Fue rodada en Natchez, Mississippi.

## Estreno
Ma fue estrenada el 31 de mayo de 2019. El primer tráiler fue lanzado el 13 de febrero de 2019.

## Recepción

### Taquilla
Ma recaudó $45.8 millones en los Estados Unidos y Canadá, y $14.8 millones en otros territorios, para un total mundial de $60.6 millones, contra un presupuesto de producción de $5 millones. 
En los Estados Unidos y Canadá, Ma fue lanzado junto con Godzilla: King of the Monsters y Rocketman, y se proyecta que recaudará alrededor de $20 millones en su primer fin de semana. La película ganó $7.2 millones en su primer día, incluidos $1.4 millones de los avances de la noche del jueves. Luego debutó con $18.4 millones, terminando cuarto en la taquilla. La película ganó $7.8 millones en su segundo fin de semana (cayendo un 54% y terminando en el séptimo), y luego ganó $3.7 millones en su tercer fin de semana.

### Crítica
En Rotten Tomatoes, la película tiene una calificación de aprobación del 54% basada en 192 reseñas, con una calificación promedio de 5.61/10. El consenso crítico del sitio dice: "El desempeño de Octavia Spencer domina muchos de los defectos de Ma, pero un ritmo desigual y una historia complicada evitan que este thriller se dé cuenta de su potencial desquiciado". En Metacritic, la película tiene una puntuación promedio ponderada de 53 de 100, basada en 39 críticos, que indica "críticas mixtas o promedio". El público encuestado por CinemaScore le dio a la película una calificación promedio de "B–" en una escala de A + a F, mientras que aquellos en PostTrak le dieron un promedio de 2.5 de 5 estrellas. 
Benjamin Lee de The Guardian le dio a la película 3 de 5 estrellas, describiéndola como "una losa de explotación desagradable pero sorprendentemente empática con algo más que una carnicería en mente". Leah Greenblatt de Entertainment Weekly calificó la película con una calificación de B, y especificó: "Incluso cuando la historia desciende a un campamento sangriento en su crescendo, Spencer mantiene unidos los hilos de la trama más ridículos". Owen Glieberman, de Variety, escribió: "Spencer, una camaleón de actriz, hace cambios de humor en Ma que nos dejan entretenidos con la guardia baja". Jude Dry de IndieWire le otorgó a la película una calificación de C, afirmando que "toma una premisa divertida, la reduce a sus partes más básicas, y luego la sopesa con tácticas tontas de miedo", mientras que John DeFore de The Hollywood Reporter escribió: "It rápidamente convierte su premisa inestable en un estudio poco convincente de la necesidad emocional y un thriller de venganza aún más difícil de creer".